# Sportvitorlás

Az egyik legismertebb sportvitorlásnak, a Finn Dingi hajóosztály hajójának megszületése a svéd Rickard Sarby vitorlázónak köszönhető, aki a Finn Vitorlás Szövetség tervezői pályázatára az 1952-es Helsinki Olimpia előtt adta be a nyertes hajójának terveit

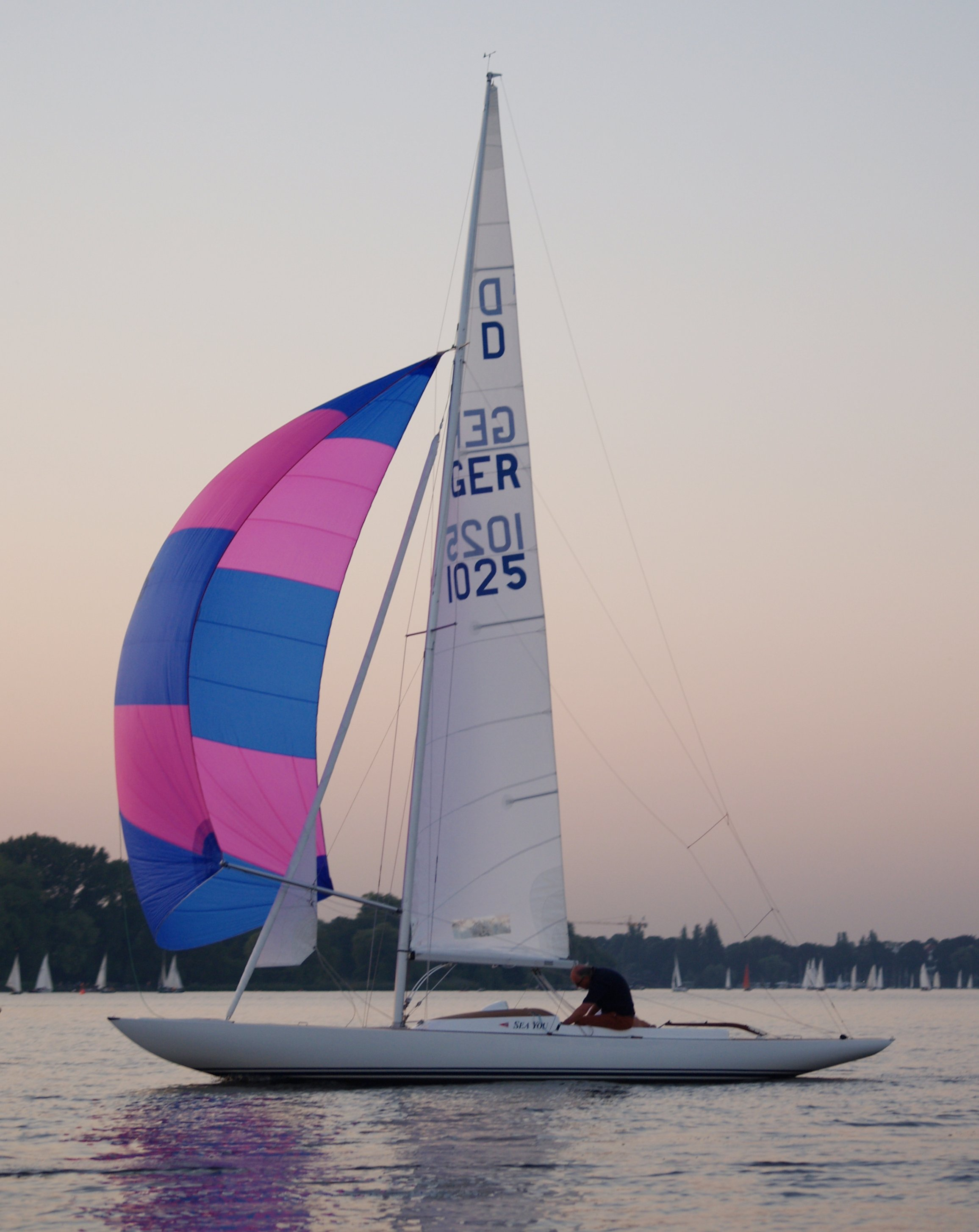
Dragon

A sportvitorlások sportcélokra épült vitorlás hajók.

## Története
Az első dokumentált vitorlásversenyt 1661 szeptemberében rendezték, II. Károly angol király versenyre hívta ki a yorki herceget, a Temzén Greenwich és Gravesend közötti 23 mérföldes versenyt az angol király nyerte. A sportvitorlázás a 19. század végén vált népszerű sporttá. Angliából elterjedt sportvitorlázásnak királyi követője volt I. Péter orosz cár és I. Frigyes porosz király is. Nagy Péter 1718-ban alapította az első orosz vitorlásklubot és 141 jachtot ajándékozott a klub tagjainak. A gőzhajók megjelenésével az addigi árú- és utasszállító nagy vitorlások eltűntek a tengerekről és a kisebb vitorlásokat hobbi és sport célokra kezdték használni a tengerpartokon és a tavakon. Épp ezek a változások adtak újabb lendületet a vitorlások gyors fejlődésének. Az 1900. évi nyári olimpiai játékokon még 20 méteres és 40 tonnás hajók is versenyeztek. Az olimpiák egyik legtöbb változása épp a vitorlázásban történt, a nagy hajókat felváltották a egyre kisebb és gyorsabb járművek.
Irányító szerve az 1907-ben megalakult Nemzetközi Vitorlás Szövetség (International Yacht Racing Union, IYRU – 1996-tól International Sailing Federation, ISAF). A világ leghosszabb versenye a Royal Naval Sailing Associaton szervezi 1973-óta, a négy évenként rendezett eleinte 26 180 tengeri mérföld (1 mérföld=1,852 kilométer) majd 1990-óta 32 000 tengeri mérföld (59 264 kilométer) távon tartják meg. Az útvonal Portsmouth–Jóreménység foka–Horn-fok–Portsmouth.

## Sportvitorlázás Magyarországon

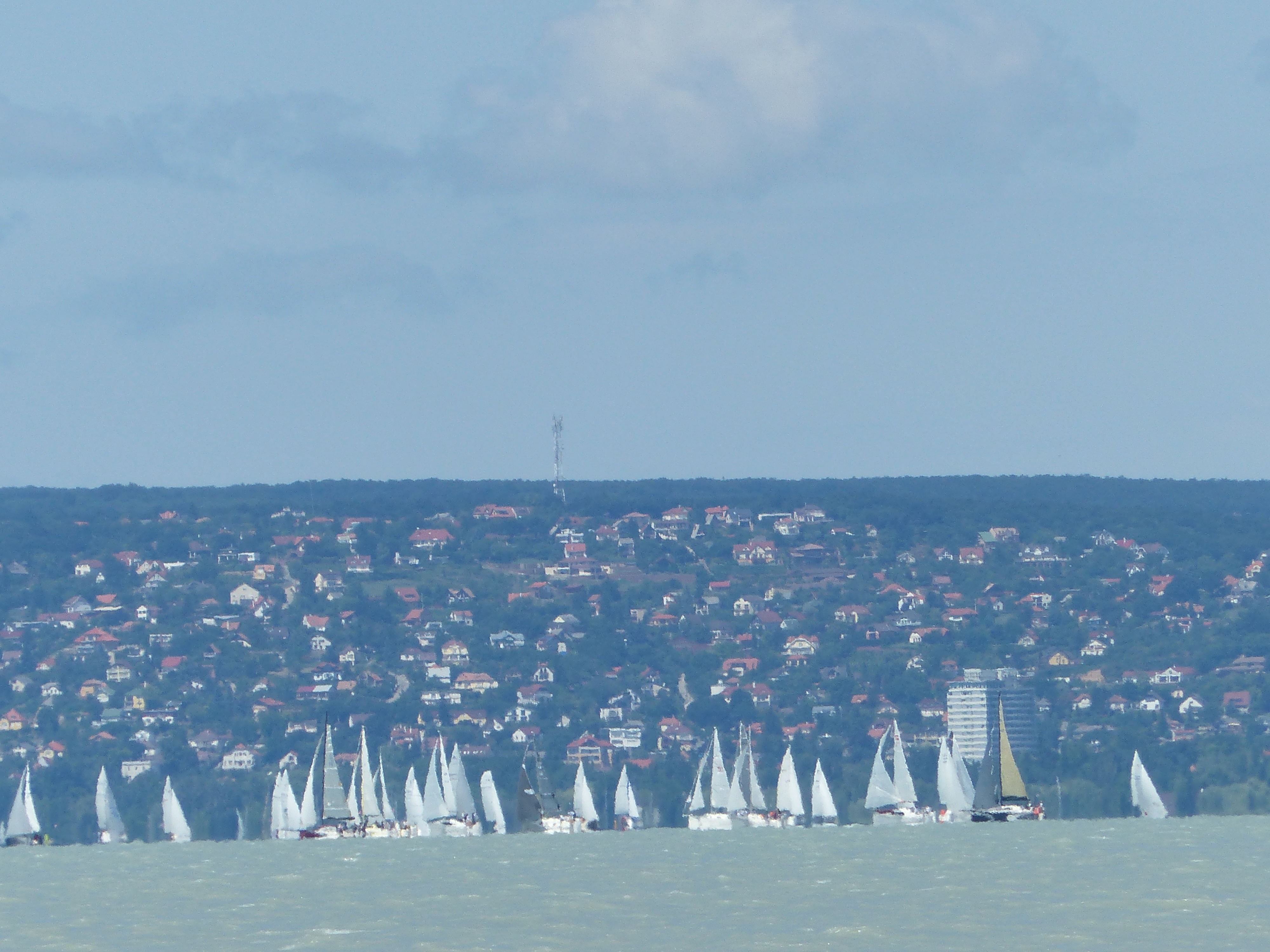
20. Fehér Szalag Balatonalmádinál

Az Osztrák–Magyar Monarchia idején az Adrián több hajóépítő cég és vitorlázó egyesület is működött. A legeredményesebb magyar tengeri versenyző Battyhány Ödön volt, aki kétszer első lett a Temze-torkolat előtti versenyeken, 1870-ben megnyerte a Csatorna-versenyt és az angol királynő három díjából is sikerült kettőt elnyernie; sportsikeri elismeréséül megválasztották a Royal Albert Yacht Club kapitányának.
A Balatonon bár régóta használtak vitorlásokat halászatra, sportcélú hasznosításuk csak lassan terjedt el. Festetics Pál 1760-ban Fenékpusztán létesített hajógyárat holland és olasz hajóácsok alkalmazásával, itt készült az első ismert magyar hajó, a Phönix, amelyet 1797. július 16-án avattak fel. A vitorlázást egy gőzhajó indította be érdekes módon itt, Széchenyi István hozatta a legendás Kisfaludyt a Balatonra, és ennek legénysége kezdte el a vitorlás-versenyzést.
1867-ben létrejött a Balaton-Füredi Yacht Egylet, melynek alapszabálya szerint a legkisebb hajó 25 tonnás és a legénység legfeljebb 25 fő lehetett, a klub tagjai javarészt a főúri, főnemesi osztály tagjai voltak. A drága hajókat Angliából hozatták, ezek azonban hamar tönkrementek. 1882-ben alakult a Balatoni Vitorlázó Egylet és augusztus 22-én megrendezték az első versenyt is. A Balatonfüredre telepedett Richard Young angol hajóépítő mester egymás után építette a jachtokat. 1886-ban létesült a balatonfüredi klubház, ami a balatoni vitorlázás fő központja lett. 1881-ben a Balaton-Füredi Yacht Egylet felvette a Stefánia Yacht Egylet nevet, ezt 1912-ben Magyar Yacht Club-ra, majd a következő évben belügyminiszteri engedéllyel és a király általi jóváhagyással Királyi Magyar Yacht Klub-ra (KMYC) keresztelték át. Ugyancsak 1912-ben megalakult a budapesti székhelyű Balatoni Yacht Klub is. Balatonfüred mellett Aligán, Világoson, Almádiban, Csopakon, Siófokon és Lellén jöttek létre vitorlás klubok. Ezt már a kisebb, olcsóbb hajók megjelenése tette lehetővé az 1920–1930-as években.
Az első versenyt a Kékszalagért 1934. július 27-én rendezte a balatonfüredi Hungária Yacht Club. 21 hajó állt rajthoz és csak ketten adták fel a versenyt. A győztes Ugron Gábor lett, Rabonbán nevű hajójával. A 30-as cirkálót (schärenkreuzer) 1927-ben építtette Németországban. A verseny Ugron Gábor, a Magyar Vitorlás Szövetség elnöke és a Hungária Yacht Club vitorlázói: Antal Miklós, Grofcsik János, Tuss Miklós, Keresztúry Gyula és tagtársaik ötlete alapján valósult meg. Az 1930-as években a Magyar Vitorlás Szövetség hatékony támogatásával jelentősen fejlődött a vitorlázás Magyarországon.

## Kategóriái

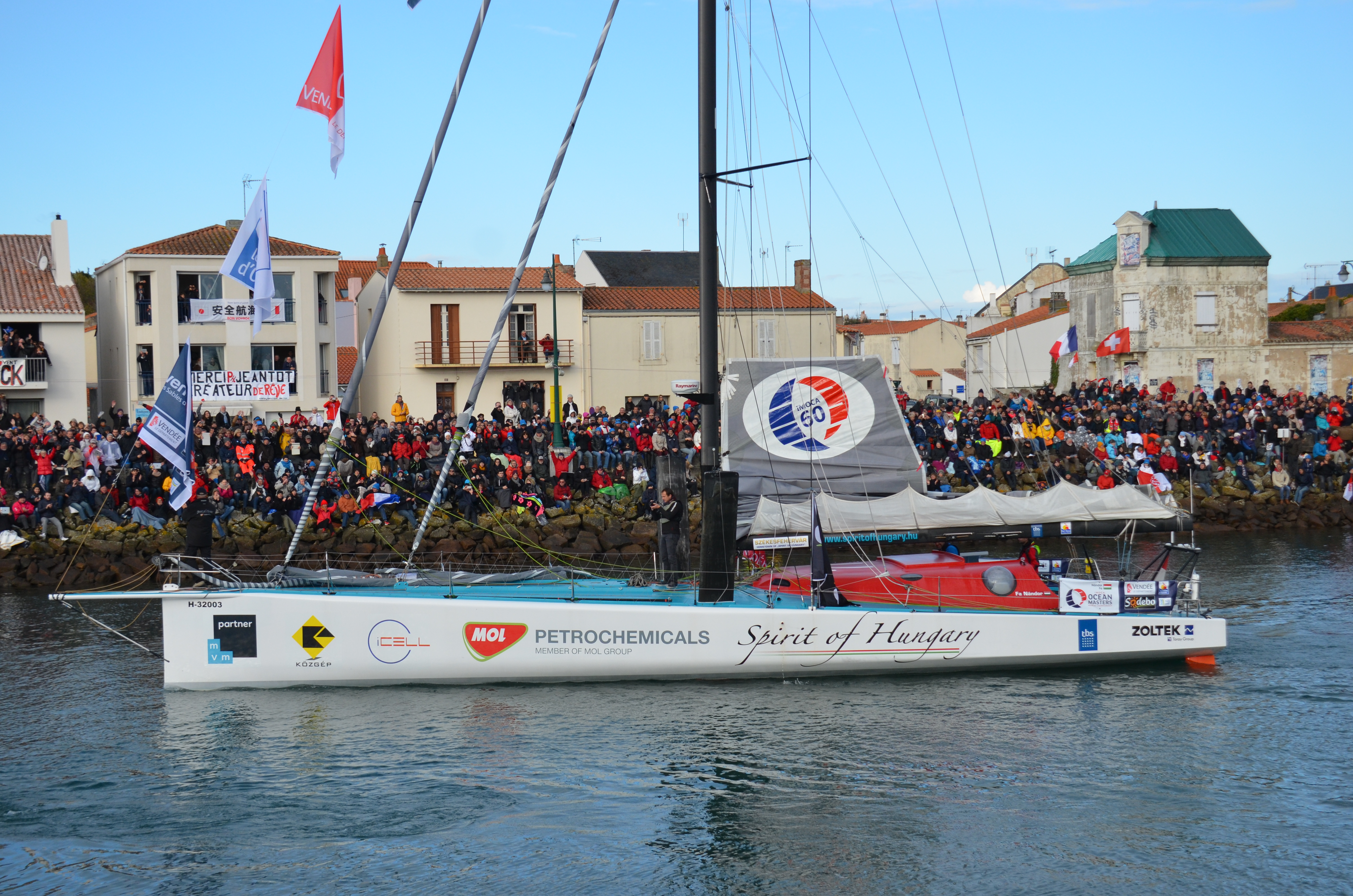
Fa Nándor óceánvitorlása a Spirit of Hungary

Vitorláshajókat már évszázadok óta építenek, azonban csak a 20. században vált általánossá, hogy speciálisan sportcélokra alakítanak ki típusokat. A Nemzetközi Olimpiai Bizottság először az 1960. évi nyári olimpiai játékokra határozta meg a szigorúan kötött méretekkel és osztályelőírásokkal szabályozott hajófajtákat. Az olimpiai osztályok rendszeresen változnak, és számos olyan osztály van, amely nem szerepel az olimpián. A kishajós versenyzésen kívül rendkívüli módon fejlődik a nagyhajókkal folytatott nyílt tengeri vitorlázás is. A pályaversenyeken használt sportvitorlások alapvetően két csoportra oszthatók: jollékra és tőkesúlyos vitorlásokra. A nemzetközi versenyeken a vitorlázaton az ország ISAF kódja, az egyedi vitorlaszám és az hajóosztály jele szerepel.

### Ajollék
Kisebb (3-5 méter hosszú, 100-200 kg tömegű), uszonyos, kabin nélküli sportvitorlások. Az uszony (idegen nevén svert) a hajó oldalcsúszását (idegen szóval: abdrift) hivatott csökkenteni. Hivatalos megnevezésük: vitorlás csónak, idegen szóval jolle vagy dingi. Vitorlázatuk lehet kat (csak nagyvitorla) vagy szlúp (nagyvitorla és orrvitorla). Legénységük 1-2 fő, a stabilitást elsősorban a test alakstabilitása valamint a legénység súlya adja. Lehetnek trapézosak is.
- Jelenleg használt leggyakoribb típusok: Optimist, 420-as, 470-es, Repülő Hollandi, Finn-dingi,[3] Kalóz, 49-es, Laser
- Magyarországon korábban népszerű, a nemzetközi versenyzésben már nem használt típusok: 15-ös túrajolle, 22-es binnenjolle, 25-ös túrajolle, L-boote (30-as binnenkieler)

### Tőkesúlyos vitorlások
OD osztályok (one design), nagyobb (általában 5 méternél hosszabb, 650-2500 kg tömegű), tőkesúllyal felszerelt sportvitorlások. A tőkesúly hajós elnevezése: kíl, ezért a tőkesúlyos hajókat kílereknek is hívják. A tőkesúly szerepe visszabillentő nyomatékot adni a hajótestnek, tömege akár a hajótest súlyának 30%-a is lehet. A tőkesúly alakja szerint megkülönböztethetünk ún. rövid tőkesúlyos vagy hosszú tőkesúlyos hajókat, ez utóbbiak legismertebb típusai a cirkálók. A tengeri versenyzésben 30 m-nél (100 láb) hosszabb maxik, szupermaxik is feltűnnek. Legénységük általában 2-8 fő, de a speciális szóló (egykezes) versenyeken egyedül is vitorláznak velük, a nagy óceáni hajóknál pedig a legénység akár 25 fő is lehet. A stabilitást elsősorban a tőkesúly visszaállító nyomatéka biztosítja, de lehetnek trapézosak is, ahol a legénység súlya is számottevő.
- Jelenleg használt leggyakoribb típusok: Dragon, Soling, Csillaghajó, 8mOD,[5] Asso 99, J/24, Melges 24, X-35.
- Magyarországon fejlesztett, külföldön nem elterjedt típusok: Scholtz 22, Sudár regatta, 50-es cirkáló, 70-es cirkáló, Nautic.
- Klasszikus hajók: cirkálók (22-es, 30-as, 40-es, 55-ös, 75-ös), Európa 30-as, 6R yacht, 8R yacht